# Томас, Кэрол
Кэрол Томас (Carol G. Thomas; род. 11 августа 1938, Ок-Парк, Иллинойс) — американский историк, специалист по греческой истории с 7-го тысячелетия до н. э. и до наших дней, но особо эллинист. Доктор философии (1964), эмерит-профессор Вашингтонского университета, где преподавала с 1964 года.
Уже в старшей школе начала изучать древнегреческий и латынь; специализировалась по классике в колледже; также изучала археологию и историю искусств.
Степень доктора философии получила в Северо-Западном университете.
Занималась Greek Heroic Age, в связи с чем ей довелось поработать с самим доктором Джоном Чедвиком.
Её супруг является также эмерит-профессором на той же кафедре истории, что и она сама.
Опубликовала 11 книг, редактор семи.
Книги
- The City-State in Five Cultures. Santa Barbara: ABC-Clio, 1981. {Рецензия}
- Earliest Civilizations: Ancient Greece and the Near East, 3000-200BC (1982)
- Myth Becomes History: Pre-classical Greece. Claremont, Calif.: Regina Books, 1993.
- Decoding Ancient History. Englewood Cliffs, NJ: Prentice Hall, 1994.
- Finding People in Early Greece. Columbia, Mo.: University of Missouri Press, 2005.
- Alexander the Great in His World. Malden, MA: Blackwell, 2006. {Рецензия} {Рецензия}
- (Редактор.) The Legacy of Ernst Badian. La Jolla: Association of Ancient Historians, 2013.
- Greece: A Short History of a Long Story, 7000 BCE to the Present. Chichester, West Sussex: John Wiley & Sons, Inc., 2014.